# Spondylurus culebrae
Espèce
Statut de conservation UICN

 CR B1ab(ii,iii,v)+2ab(ii,iii,v) : 
En danger critique
Spondylurus culebrae est une espèce de sauriens de la famille des Scincidae.

## Répartition
Cette espèce est endémique de Porto Rico. Elle se rencontre dans les îles de Culebra et de Culebrita.

## Étymologie
Cette espèce est nommée en référence au lieu de sa découverte, Culebra.

## Publication originale
- Hedges & Conn, 2012 : A new skink fauna from Caribbean islands (Squamata, Mabuyidae, Mabuyinae). Zootaxa, no 3288, p. 1–244 (texte intégral).